# Josenópolis
Josenópolis es un municipio brasilero del estado de Minas Gerais.

## Geografía
Su población estimada en 2004 era de 4.590 habitantes.

### Carreteras
- MG-308

## Administración
- Prefecto: Diva de Andrade Viana (2009/2012)
- Viceprefecto: José Ildeu Pereira Costa (2009/2012)
- Presidente de la cámara: (2007/2008)